# ジャンゴフィルム
株式会社ジャンゴフィルム（英: DJANGO FILM）は、映画、放送番組、CM、MV等の企画制作を行なう制作プロダクション。日活の100%子会社。日活調布撮影所内に所在。
2007年10月、日活と株式会社デスペラードとの共同出資（日活80%、デスペラード20%）により設立。2009年3月には日活の100%子会社となる。

## 作品

### 映画
- トウキョウソナタ（2008年）
- ブタがいた教室（2008年）
- ララピポ（2009年）
- ヤッターマン（2009年）
- さんかく（2010年）
- 君に届け（2010年）
- 八日目の蟬（2011年）
- 天国からのエール（2011年）
- スマグラー おまえの未来を運べ（2011年）
- ファイナル・ジャッジメント（2012年）
- 脳男（2013年）
- クロユリ団地（2013年）
- 俺はまだ本気出してないだけ（2013年）
- ガッチャマン（2013年）
- WOOD JOB!〜神去なあなあ日常〜（2014年）
- TOKYO TRIBE（2014年）
- 忘れないと誓ったぼくがいた（2015年）
- 脳漿炸裂ガール（2015年）
- 俺物語!!（2015年）
- 劇場霊（2015年）
- 知らない、ふたり（2016年）
- 俳優 亀岡拓次（2016年）
- 天使に“アイム・ファイン”（2016年）
- ヒーローマニア-生活-（2016年）
- ヒメアノ〜ル（2016年）
- 日本で一番悪い奴ら（2016年）
- デスノート Light up the NEW world（2016年）
- 日活ロマンポルノ リブートプロジェクト（2016年）
- 君のまなざし（2017年）
- 関ヶ原（2017年）
- 散歩する侵略者（2017年）
- 予兆 散歩する侵略者 劇場版（2017年）
- ユリゴコロ（2017年）
- サイモン&タダタカシ（2018年）
- さらば青春、されど青春。（2018年）
- 僕の彼女は魔法使い（2019年）
- 旅のおわり世界のはじまり（2019年）
- 今日も嫌がらせ弁当（2019年）
- 世界から希望が消えたなら。（2019年）
- 心霊喫茶「エクストラ」の秘密-The Real Exorcist-（2020年）
- 水曜日が消えた（2020年）
- 夜明けを信じて。（2020年）
- 美しき誘惑-現代の「画皮」-（2021年）
- 総理の夫（2021年）
- 浅草キッド（2021年）
- 愛国女子—紅武士道（2022年）
- さかなのこ（2022年）
- 呪い返し師—塩子誕生（2022年）
- 零落（2023年）
- スイート・マイホーム（2023年）
- ニ十歳に還りたい。（2023年）
- 映画の朝ごはん（2023年）
- クレイジークルーズ（2023年）
- 余命一年の僕が、余命半年の君と出会った話。（2024年）
- 違国日記（2024年）
- Cloud クラウド（2024年）

### テレビドラマ
- 贖罪（2012年、WOWOW）
- 向田邦子 イノセント（2012年、WOWOW）
- クロユリ団地〜序章〜（2013年、TBS）
- 悪霊病棟（2013年、毎日放送）
- ノーコン・キッド 〜ぼくらのゲーム史〜（2013年、テレビ東京）
- 劇場霊からの招待状（2015年、毎日放送）
- 怪盗 山猫（2016年、日本テレビ）
- ドラマスペシャル 狙撃（2016年、テレビ朝日）
- デスノート NEW GENERATION（2016年、Hulu）
- 就活家族〜きっと、うまくいく〜（2017年、テレビ朝日）
- 二夜連続ドラマスペシャル アガサ・クリスティ そして誰もいなくなった（2017年、テレビ朝日）
- 東京ヴァンパイアホテル（2017年、Amazon Prime Video）
- 予兆 散歩する侵略者（2017年、WOWOW）
- 春が来た（2018年、WOWOW）
- 明日の君がもっと好き（2018年、テレビ朝日）
- 紺田照の合法レシピ（2018年、Amazon Prime Video）
- ハゲタカ（2018年、テレビ朝日）
- アフロ田中（2019年、WOWOW）
- グラップラー刃牙はBLではないかと考え続けた乙女の記録ッッ（2021年、WOWOW）
- ホテルマン 東堂克生の事件ファイル〜八ヶ岳リゾート殺人事件〜（2022年、BS-TBS）
- 妙高のたからもの（2022年、チャンネルNECO）
- 先生のおとりよせ（2022年、テレビ東京）
- HOTEL -NEXT DOOR-（2022年、WOWOW）
- ママはバーテンダー〜今宵も踊ろう〜（2023年、BS-TBS）
- シガテラ（2023年、テレビ東京）
- TRUE COLORS (テレビドラマ)（2024年、NHK BSプレミアム / NHK BS4K）

### MV
- 前田敦子 1st single MV「flower」（2011年）
- 石原裕次郎アワー（WOWOW特別番組、2012年）
- 前田敦子 2nd single MV「君は僕だ」（2012年）
- AKB48 33rd single MV「ハート・エレキ」（2013年）
- 前田敦子 4th single MV「セブンスコード」（2014年）
- AKB48 35th single MV「前しか向かねえ」（2014年）
- Not yet 6th single MV「世界の風を僕らは受けて」（2014年）
- 乃木坂46 MV「不等号」（2016年）
- AKB48 44th single MV「翼はいらない」（2016年）
- Rihwa「ミチシルベ」MV（2017年）